# Lijst van spelers van Xanthi FC
Deze lijst omvat voetballers die bij de Griekse voetbalclub Xanthi FC spelen of gespeeld hebben. De spelers zijn alfabetisch gerangschikt.

## A
- Martin Abena
- Tomáš Abrahám
- Waldemar Adamczyk
- Ahilleas Adamopoulos
- Olubayo Adefemi
- Victor Agali
- Odai Al Saify
- Marijan Altiparmakovski
- Piero Alva
- Nikolaos Anastasopoulos
- Antonis Antoniadis
- Paraskevas Antzas
- Juan Avendaño

## B
- Ismaila Ba
- Georgios Barkoglou
- Dimosthenis Baxevanidis
- Deniz Baykara
- Christian Bekamenga
- Manolis Bertos
- Roberto Beshe
- George Boateng
- Roman Bolbosian
- Bruno Fogaça
- Juraj Bucek
- Igor Budiša
- Mugurel Buga

## C
- Stelian Carabas
- Alejandro Carrasco
- Changui
- Makis Chavos
- Chiquinho
- Leonardo Conzalves

## D
- Tore André Dahlum
- Bill Damianos
- Stéphane Darbion
- George Datoru
- Nikos Davourlis
- Francisco Delgado
- Dema
- Angelos Digkozis
- Ioannis Dimitriadis
- Athanasios Dinas
- Ousmane Diop
- Dorival
- Libor Dosek
- Miroslav Drobňák
- Jaime Durán

## E
- Kostas Elia
- Nathan Ellington
- Emerson
- Gastón Esmerado

## F
- Juan Ramón Fernández
- Romain Ferrier
- Konstantinos Fliskas
- Günter Friesenbichler

## G
- Vasileios Galanis
- Gamadiel García
- Alexandros Garpozis
- Dimitrios Geladaris
- Brian Gellert
- Stavros Giorgiopoulos
- Gleison
- Franck Grandel
- Rafał Grzelak
- Michael Gspurning

## H
- Rejeb Hasanoglou
- Dimitrios Hasomeris

## I
- Christos Iliopoulos

## J
- Kim Jaggy
- Vladimír Janočko
- Radoslaw Janukiewicz
- Jean Carioca
- Chaly Jones
- Shalimar Jones

## K
- Christos Kagiouzis
- Volkan Kahraman
- Konstantinos Kallimanis
- Nikos Karageorgiou
- Chris Katongo
- Orhan Kaynak
- Vlasis Kazakis
- Nikos Kechajias
- Martin Knakal
- Jaroslav Kolbas
- Dimitrios Komesidis
- Georgios Konstantinou
- Dimitris Kontodimos
- Panagiotis Kordonouris
- György Korsos
- Gioven Kosoglou
- Nikos Kostenoglou
- Athanasios Kostoulas
- Efthimios Kotitsas
- Mariusz Kukiełka
- Enrico Kulovits
- Thomas Kyparissis

## L
- Stavros Labriakos
- David Lafata
- Jürgen Leitner
- Léo Mineiro
- Manoulis Liapakis
- Paweł Linka
- Andreas Lipa
- Noegzar Lobzjanidze
- Fernando Lorefice
- Luciano
- Sotirios Lyberopoulos
- Sotiris Lyberopoulos

## M
- Triantafyllos Macheridis
- Maciel
- Jens Madsen
- Levan Maghradze
- Christos Maladenis
- Arkadiusz Malarz
- Antonis Malkotsis
- Petros Mandalos
- Cyrille Mangan
- Damián Manso
- Ali Reza Mansourian
- Petros Mantalos
- Marcelinho
- Marcelo Nicácio
- Marko Marić
- Paschalis Melissas
- Mariano Messera
- David Meul
- Marius Mitu
- Iván Moreno y Fabianesi

## N
- Radim Necas
- Daniel Nieto Vela
- Patrice Noukeu
- Nuno Viveiros

## O
- Emmanuel Olisadebe
- Abderrahim Ouakili
- Rahim Ouédraogo
- Marinos Ouzunidis

## P
- Ledio Pano
- Ioannis Papadimitriou
- Ambrosius Papadopoulos
- Nikolaos Papadopoulos
- Charis Pappas
- Christos Patsatzoglou
- Jacques Paviot
- Sebastian Penco
- Eros Pérez
- Sokratis Petrou
- Petr Pižanowski
- Dante Poli
- Anatoliy Ponomarev
- Savvas Poursaitidis
- Mauro Poy
- Athanasios Prittas
- Charalabos Provatidis
- Florin Prunea

## Q
- Diego Quintana

## R
- Franck Rabarivony
- Tomasz Radzinski
- Antonis Rikka
- Pantelis Rizogiannis

## S
- Joeri Schroijen
- Kelvin Sebwe
- Stylianos Sfakianakis
- Vanče Šikov
- Dimitrios Siovas
- Sam Sodje
- Karim Soltani
- Eddy Sonko
- Dimitrios Souanis
- Abdoul Salam Sow
- Florin Stângă
- Stavros Stathakis
- Jordan Stewart
- Zdeno Strba
- Peter Štyvar

## T
- Nabil Taïder
- Ante Tomić
- Vasilis Torosidis
- Georgios Toursounidis
- Nikolaos Tsoumanis
- Ivan Turina

## V
- Georgios Vakouftsis
- Spiros Vallas
- Aleksander Vasi
- Theodoros Vasilakakis
- Stylianos Venetidis
- Jody Viviani
- Martin Vozabal
- Spiros Vrontaras
- Zisis Vryzas

## W
- Roman Wallner
- Randy Wolters
- Tomasz Wisio

## Y
- Mikael Yourassowsky

## Z
- Jirí Záleský
- Nikolaos Zapropoulos
- Michalis Zaropoulos
- Marek Zienczuk
- Akis Zikos
- Dimitris Zografakis
- Francisco Zuela